# Jesús Pareja
Jesús Pareja Mayo, né le 6 mars 1955 à Guadalajara, est un pilote automobile espagnol sur circuits à bord de voitures de sport type Tourisme, Grand Tourisme et Sport-prototypes, spécialiste ibérique de courses d'endurance.

## Biographie
Sa carrière de compétiteur automobile se déroule entre 1983 (Coupe d'Europe Alfasprint) et 1998.
Il dispute une soixantaine de course en championnat du monde des voitures de sport (WSC, ou WSPC) entre 1985 et 1992, accomplissant sa dernière saison chez Euro Racing (4e Donington et 5e à Suzuka, pour la dernière année d'existence du championnat).
Il participe treize fois consécutivement aux 24 Heures du Mans entre 1985 et 1997, se classant cinq fois dans les dix premiers. Il finit deuxième en 1986 sur Porsche 962C de l'écurie suisse Brun Motorsport avec, entre autres, le Français Joël Gouhier, puis il remporte la catégorie GT2 en 1994, après avoir fini deuxième en GT la saison précédente, sur des Porsche 911 Carrera (dont une RSR).
En WSPC il gagne les 360 kilomètres de Jerez en 1986 avec la 962 (4e à Monza durant la même saison), et finit dixième du championnat pilotes avec l'écurie Brun Motorsport. L'année suivante il est deuxième des 200 Meilen de Nuremberg au Norisring, et troisième des 1 000 kilomètres de Monza encore avec Brun. Son dernier podium en mondial SP/endurance a lieu en 1989 à l'issue des 480 kilomètres de Jarama, troisième sur une 962 de Brun.
Lors des 480 kilomètres de Montréal sur le Circuit Gilles-Villeneuve en Championnat du monde des voitures de sport 1990 (WSPC), sa Porsche 962C partagée avec le constructeur Walter Brun s'embrase après avoir heurté un fragment de plaque d'égout arraché par un concurrent précédent, devant la vie aux commissaires de piste proches.
Pour la première saison 1994 du Championnat BPR de Global GT Series, il remporte les 4 Heures du Paul-Ricard, les 4 Heures de Jarama, et les 1 000 kilomètres de Suzuka avec Jean-Pierre Jarier et Bob Wollek sur une Porsche 911 Turbo S LM du team Larbre Compétition (avec aussi Dominique Dupuy à Jarama), finissant deuxième en début d'année aux 24 Heures de Daytona (et 8e au Mans). Malheureusement dans ce championnat international naissant il n'existe pas encore de classement pilotes.
De 1994 à 1996 il passe aussi trois saisons en Championnat d'Espagne de Tourisme (1 victoire en 1993 sur Ford Escort Cosworth officielle). Il dispute encore plusieurs courses entre 2000 et 2001 dans les championnats espagnols de Grand Tourisme et de Formule 3.
En 1998 il obtient un dernier podium aux 4 Heures de Jarama, avec les français Chéreau et Leconte.